# 弗洛林·迪亚库
弗洛林·迪亚库（英語：Florin Nicolae Diacu，羅馬尼亞語發音：[diaku]，1959年4月24日—2018年2月13日）是一位罗马尼亚出生的加拿大数学家和科普作家，主要科普作品有《天遇：混沌与稳定性的起源》（Celestial Encounters: The Origins of Chaos and Stability，与菲利普·霍尔姆斯合著）等。